# Technique de l'estampe ukiyo-e

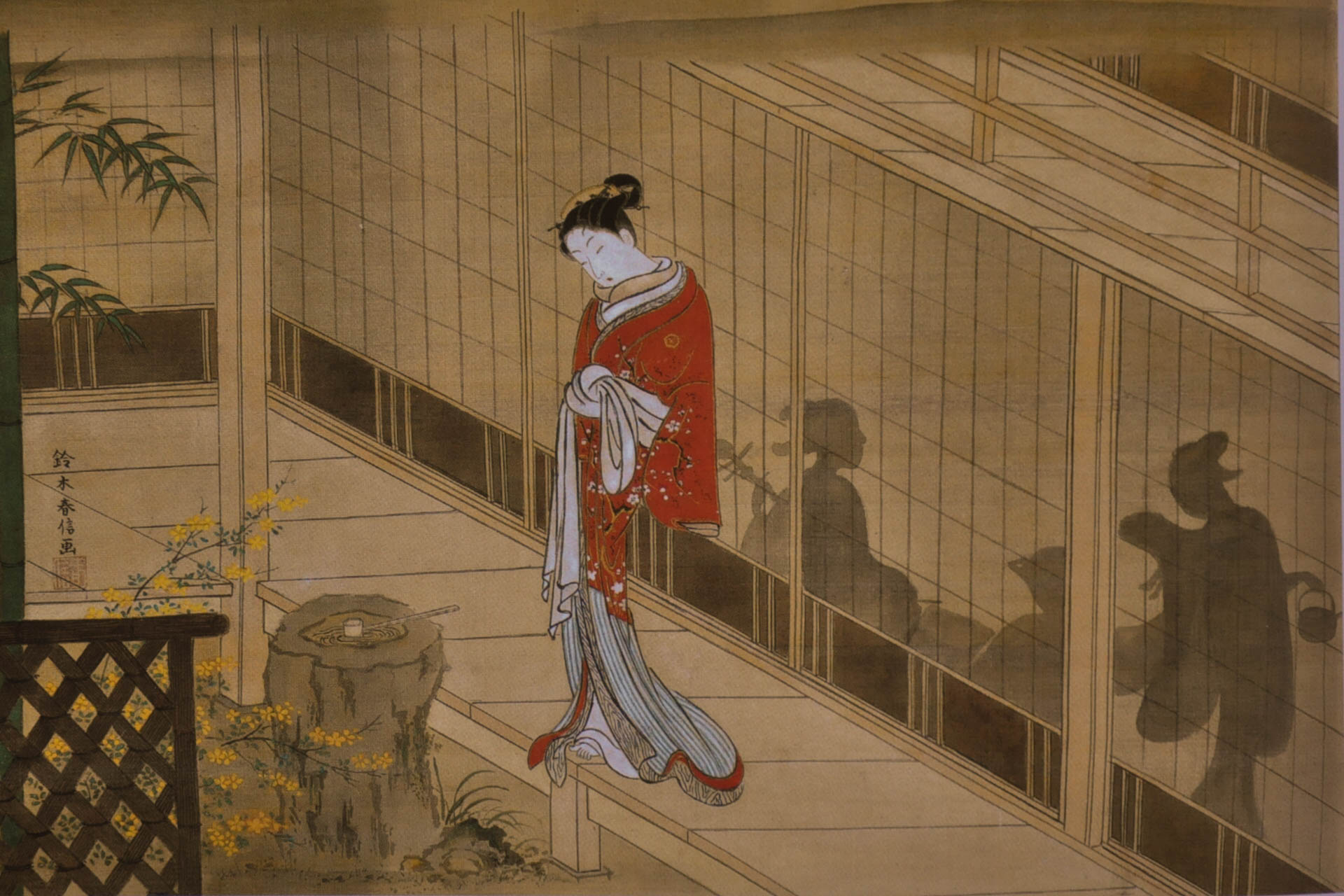
Suzuki Harunobu, Bijin sur une véranda. Estampe nishiki-e, inhabituelle par sa très grande taille (34,6 cm sur 54 cm).

La technique de l'estampe ukiyo-e est l'ensemble des procédés artistiques et artisanaux permettant de parvenir à imprimer les estampes faites à partir de gravures sur bois, communément appelées « estampes japonaises ».
Pour éviter toute confusion, il faut garder à l'esprit qu'il existe des œuvres ukiyo-e qui ne sont pas des estampes : c'est le cas des peintures telles que celles des Kaigetsudo et de la plupart des artistes ukiyo-e. À l'opposé, il existe des estampes sur bois qui ne sont pas de l'ukiyo-e : c'est le cas des estampes bouddhistes.
Mais c'est bien dans le cadre de l’ukiyo-e, pendant l'ère Edo, du XVIIe au XIXe siècle, que l'estampe japonaise gravée sur bois a connu son plein développement. Et, en sens inverse, c'est grâce aux nombreux tirages autorisés par l'estampe que l’ukiyo-e a pu devenir aussi populaire.

## Contexte historique

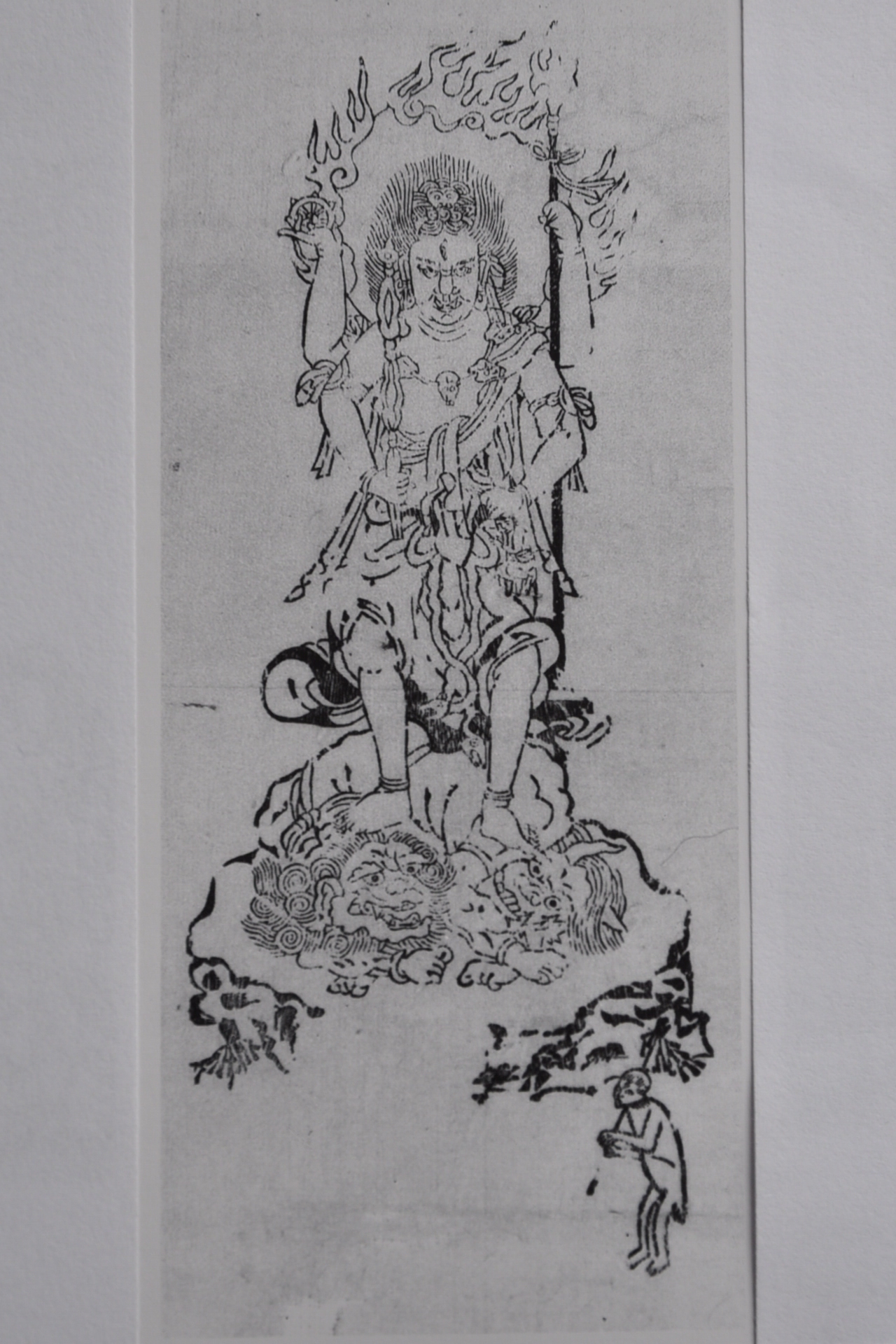
Estampe bouddhiste d'avant l’ukiyo-e, vers 1590. Fudō, un des douze deva, au milieu des flammes.

Les premières estampes fabriquées au Japon sont de nature religieuse, qui visent à la propagation d'images bouddhistes, et réalisées selon une technique importée de Chine. Elles comportent des images sacrées et des textes. La toute première estampe imprimée au Japon fut donc le Sutra du Lotus, réalisé par Koei et daté de 1225, pour le temple Kōfuku-ji à Nara, l'ancienne capitale du Japon
Puis l'impression d'estampes, toujours de nature religieuse, se développe à Kyoto, la nouvelle capitale, du XIIIe siècle au XIVe siècle.
Mais le véritable développement de masse de l'estampe japonaise — avec cette fois des images tout à fait profanes — ne se met en place qu'à l'ère Edo (1603-1868), lorsqu'apparaît un nouveau genre d'art graphique, l’ukiyo-e, comprenant non seulement une peinture populaire et narrative originale, mais aussi et surtout ces estampes japonaises gravées sur bois.
À cette époque en effet, après des siècles de déliquescence du pouvoir central suivie de guerres civiles, le Japon connaît, avec l'autorité désormais incontestée du shogunat Tokugawa, une ère de paix et de prospérité qui se traduit par la perte d'influence de l'aristocratie militaire des daimyos, et l'émergence d'une bourgeoisie urbaine et marchande. Cette évolution sociale et économique s'accompagne d'un changement des formes artistiques, avec la naissance de l’ukiyo-e et de ses estampes peu coûteuses, bien loin de l'aristocratique école de peinture Kanō.

## Principe de l'estampe japonaise
L'« estampe japonaise » consiste à reproduire l'œuvre d'un artiste « en grande série » (en réalité, cette série ne dépasse que rarement quelques centaines d'exemplaires), de façon à en permettre l'accès à plus de personnes, pour une somme très modique, comprise entre douze et seize pièces de cuivre par unité, c'est-à-dire à peu près le même prix qu'une paire de sandales de paille tressée ou un bol de soupe pour certaines estampes d'Hiroshige.
Pour cela, on utilise un procédé d'impression xylographique, comme le faisaient depuis le VIIe siècle les imprimeurs chinois pour imprimer du texte : à partir du dessin à l'encre de Chine de l'artiste, un artisan-graveur très habile grave une planche de bois pour le reproduire en relief. Puis un artisan-imprimeur enduit d'encre la planche de bois gravée, place dessus une feuille de papier, et, par frottement à l'aide d'un baren (outil japonais sous la forme d'un disque plat avec une poignée tressée), obtient l'estampe elle-même. 
Au début de l'histoire de l'estampe — tout d'abord avec les estampes bouddhistes, puis avec les premières estampes ukiyo-e de Moronobu — les œuvres ainsi reproduites étaient en noir et blanc. Puis on eut l'idée d'agrémenter ces estampes en y appliquant à la main une ou deux couleurs, procédé qui restait coûteux. Avec Okumura Masanobu se met ensuite en place l'application de ces couleurs grâce à d'autres planches gravées, portant non plus le trait du dessin (« planche de traits ») mais les couleurs (« planches de couleurs »).
Enfin, avec Suzuki Harunobu, vers 1765, apparaissent les « estampes de brocart » (nishiki-e), portant jusqu'à une dizaine de couleurs, grâce à de multiples planches de couleurs.

## Étapes de la fabrication d'une estampe

### Les grandes étapes

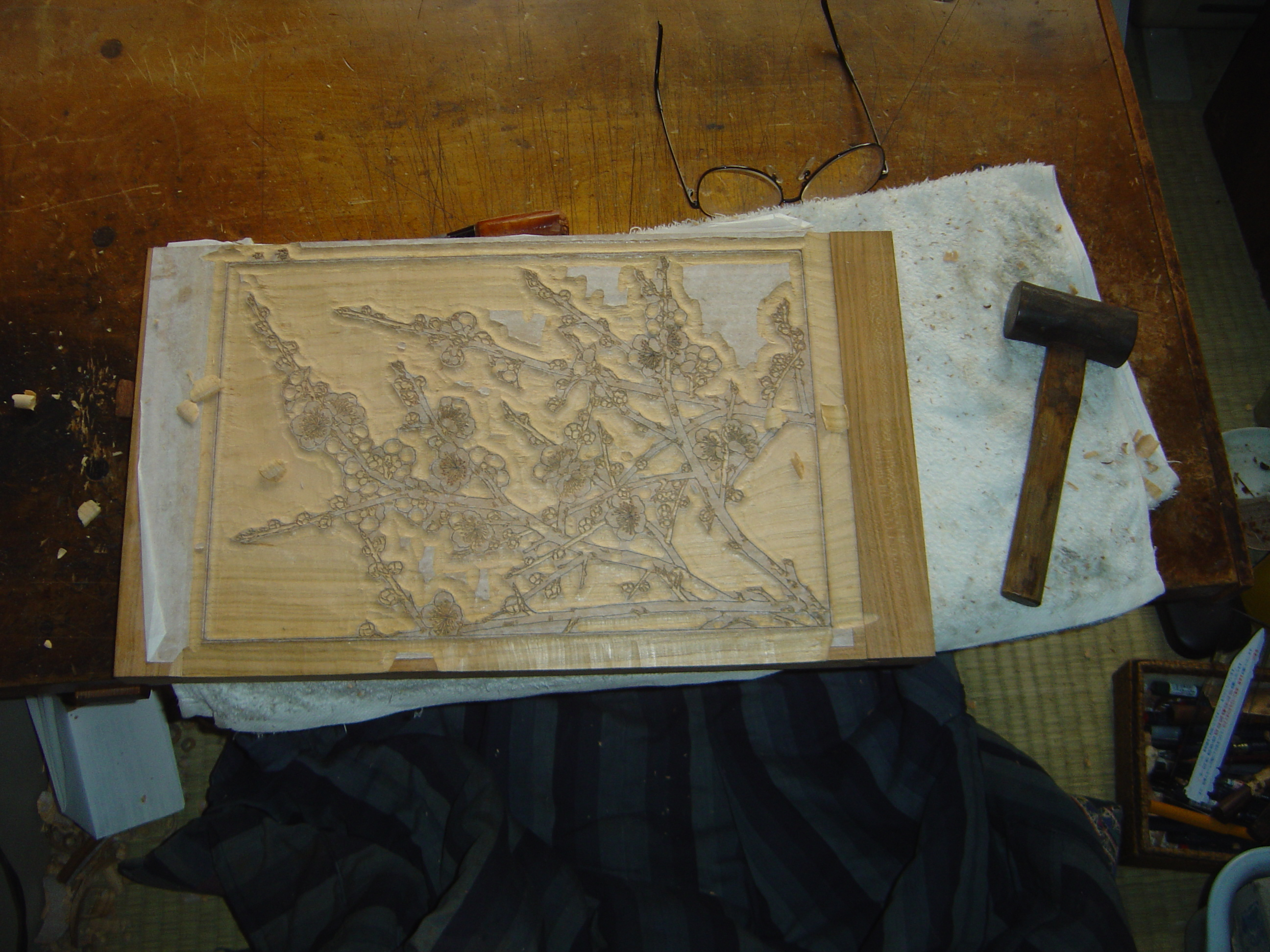
Étape 2 : gravure des planches de bois

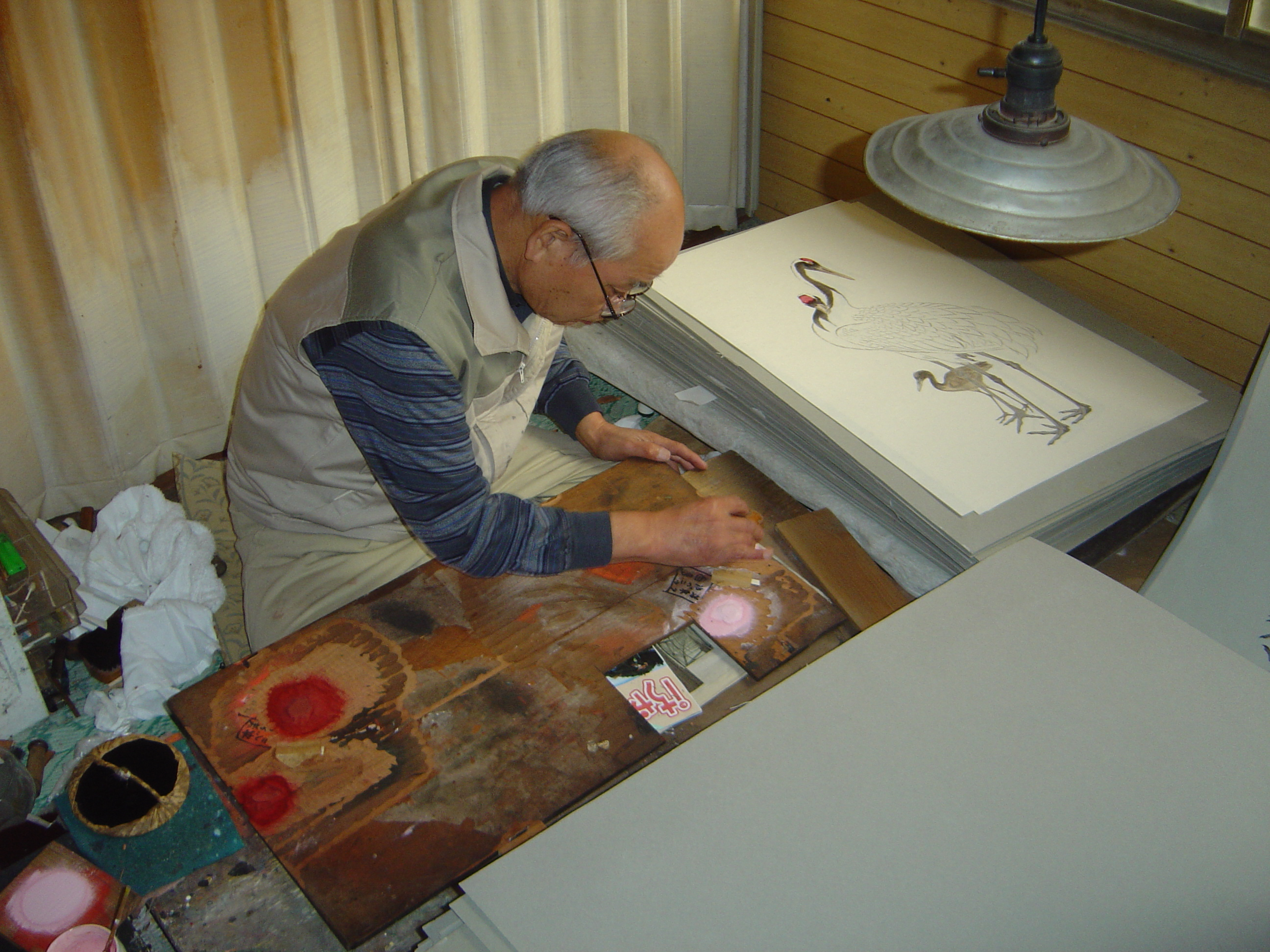
Étape 5: encrage et impression

Les épreuves d’estampes ukiyo-e sont produites de la manière suivante,, :
1. L’artiste réalise un dessin-maître à l’encre, le shita-e ;
2. L’artisan graveur colle ce dessin contre une planche de bois (cerisier ou catalpa), puis évide à l'aide de gouges (marunomi) les zones où le papier est blanc, créant ainsi le dessin en relief sur la planche, mais détruisant l’œuvre originale au cours de ce processus ;
3. La planche ainsi gravée (« planche de trait ») est encrée et imprimée de manière à produire des copies quasiment parfaites du dessin original ;
4. Ces épreuves sont à leur tour collées à de nouvelles planches de bois, et les zones du dessin à colorer d’une couleur particulière sont laissées en relief. Chacune des planches imprimera au moins une couleur dans l’image finale. Ce sont les « planches de couleurs » ;
5. Le jeu de planches de bois résultant est encré dans les différentes couleurs et appliqué successivement sur le papier. Le parfait ajustement de chaque planche par rapport au reste de l'image est obtenu par des marques de calage appelées kento. L'encrage est obtenu en frottant le papier contre la planche encrée à l'aide d'un tampon (baren) en corde de bambou[9].

L’impression finale porte les motifs de chacune des planches, certaines pouvant être appliquées plus d’une fois afin d’obtenir la profondeur de teinte souhaitée.

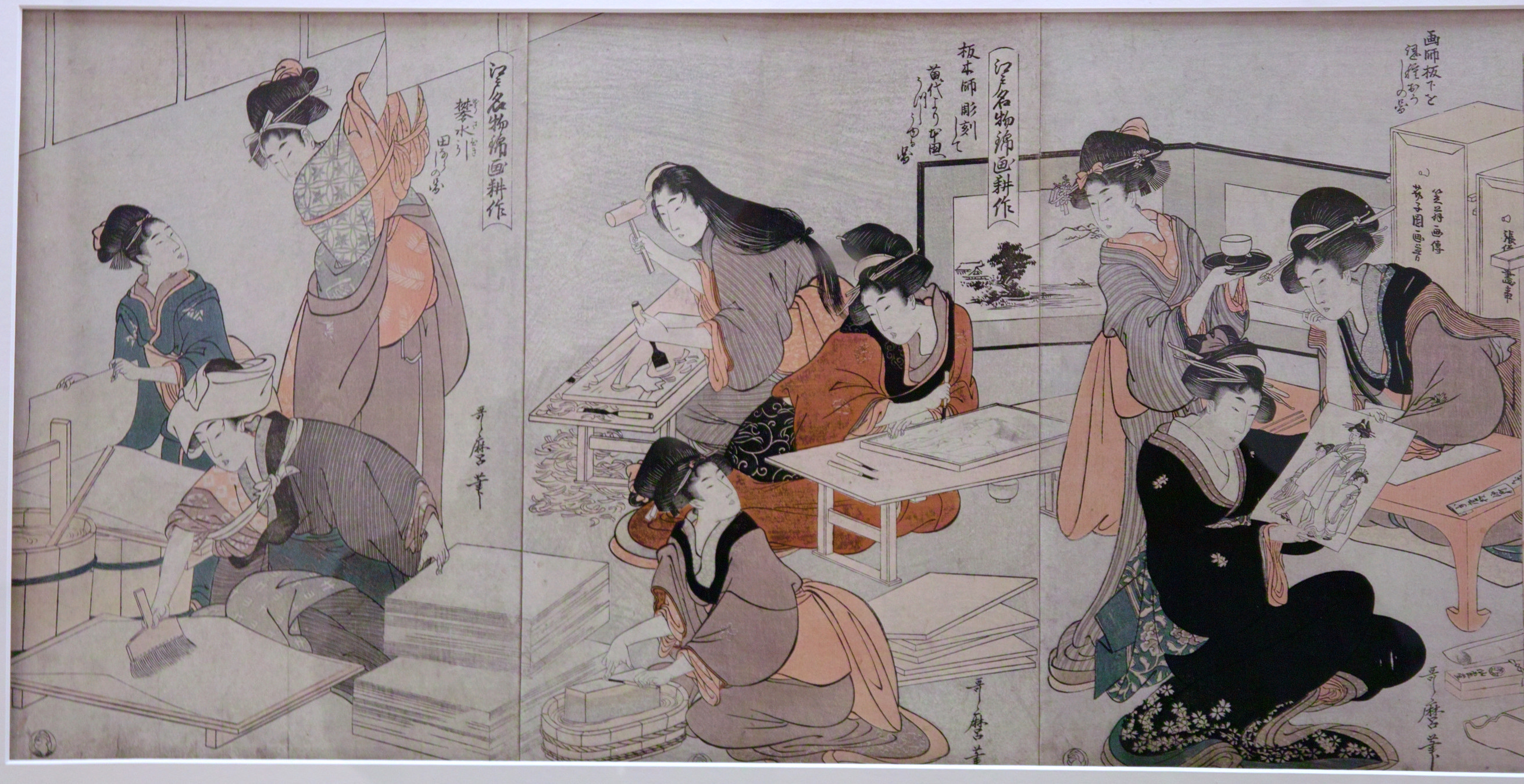
Utamaro. L'atelier d'impression d'estampes. Format: trois Oban (environ 37 à 38 x 25 cm). Ici toutes les fonctions des artisans sont assumées par des femmes, mais il s'agit d'un monde imaginaire, où, comme à l'inverse du théâtre japonais, les rôles féminins pouvaient être interprétés par des hommes. Dans le monde réel ces artisans étaient des hommes. À droite, l'artiste prépare son dessin. Edo, vers 1803. Référence: British Museum Collection [1]. Kunisada a repris presque à l'identique cette composition avec des femmes dans une estampe de trois formats Oban, vers 1840.

### L'ordre des couleurs
L'ordre des couleurs est en général du plus clair au plus foncé.

## Qu'est-ce qu'une «estampe originale»?
La fabrication d'une estampe japonaise ne fait pas seulement intervenir l'artiste ; le dessin qu'il a réalisé n'est que la première étape d'un processus complexe, faisant appel à plusieurs intervenants (l'artiste, l'éditeur, le(s) graveur(s), le ou les imprimeurs).

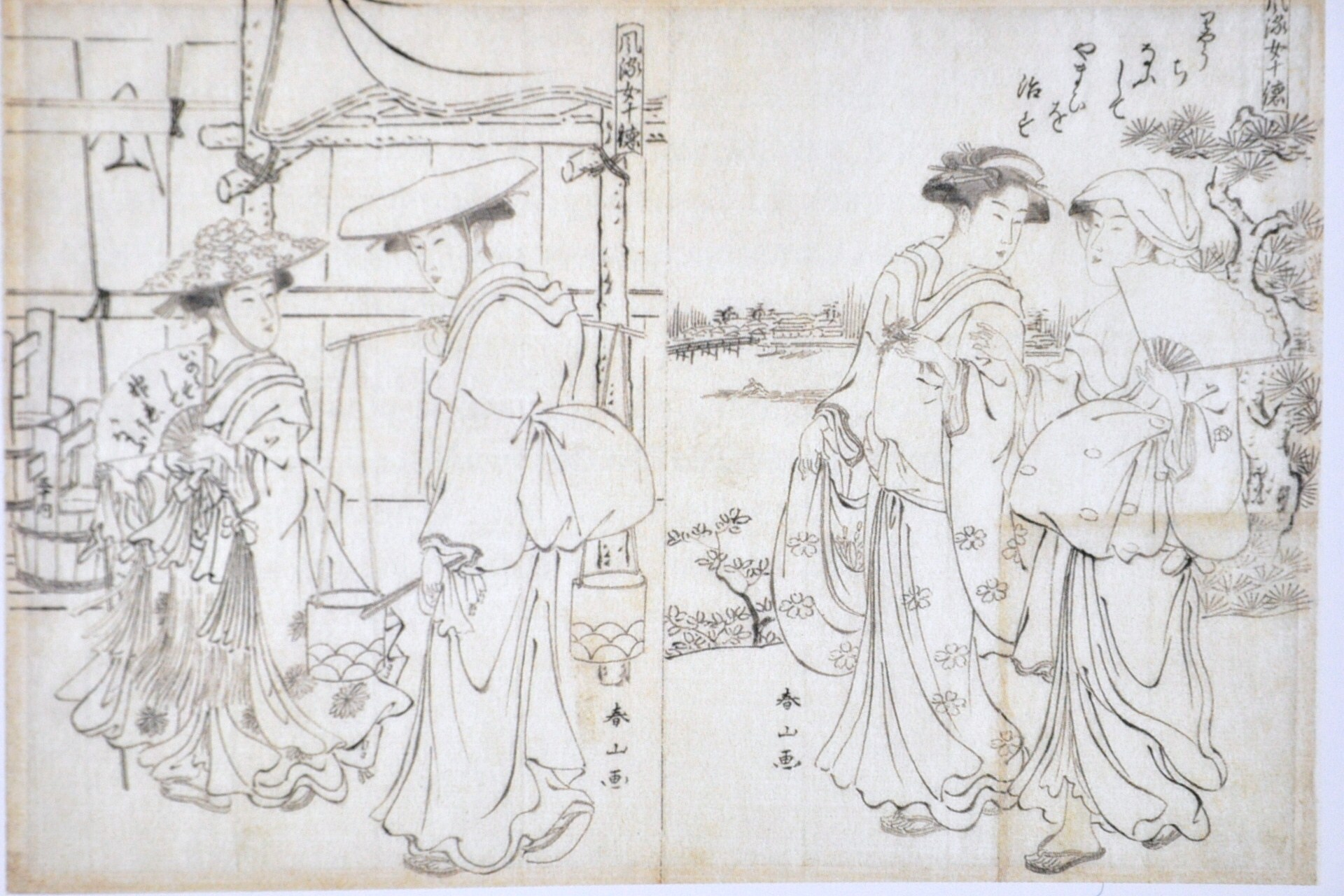
Rare shita-e préservé, de Katsukawa Shunzan, faisant apparaître un repentir de l'artiste (en bas à droite).

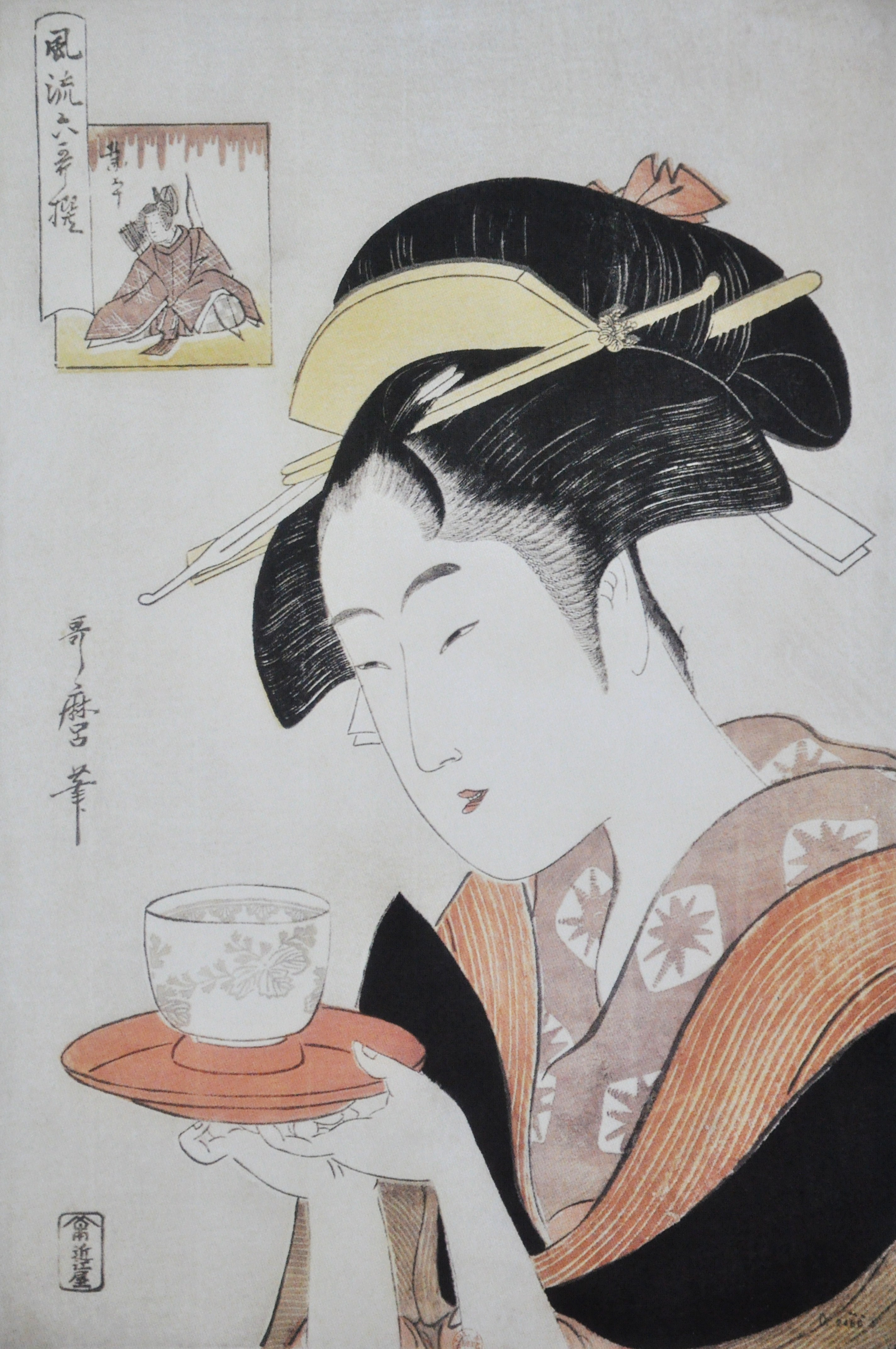
Portrait de Naniwaya Okita, vers 1796 : du fait de la censure, Utamaro l'identifie ici en l'associant à un poète célèbre, à la place du rébus qui figurait auparavant en haut à gauche.

La connaissance de quelques points de cette fabrication est indispensable pour bien comprendre ce qu'est une « estampe japonaise originale » :
- Chaque estampe imprimée à partir des plaques de bois gravées originales est un original, et il n'y a pas d'autre œuvre originale : le dessin préparatoire d'origine (le shita-e, « l'image de dessous »), réalisé par l'artiste lui-même est généralement « totalement détruit » par le processus de gravure de la planche portant les traits de contours[10]. Qui plus est, même lorsque le dessin original est conservé (en général parce que l'artiste a fait graver une autre version du dessin), il est fréquent qu'il ne paraisse pas « terminé », et qu'en particulier, il ne porte aucune couleur ; on trouve aussi des dessins originaux comportant des empiècements de morceaux de papier découpés, puis collés sur les parties à corriger, qui sont les repentirs de l'artiste[10] ;
- ce n'est pas l'artiste lui-même qui grave les plaques de bois originales, mais un graveur très expérimenté[N 2], qui peut être connu de l'artiste, qui supervise personnellement l'édition en tout état de cause. Toute regravure ultérieure de l'œuvre, effectuée sans la supervision de l'artiste, ne sera donc pas un original, quelle que soit sa qualité d'exécution. En revanche, le succès de certaines estampes (telles que la série du Tōkaidō d'Hiroshige) a pu être tel qu'il a nécessité plusieurs regravures voulues par l'artiste[11], d'ailleurs pas toujours identiques ;
- ce n'est pas le graveur qui va imprimer les estampes finales, aboutissement du processus, mais des artisans spécialisés, utilisant le baren (tampon de bambou servant à frotter le papier sur la planche encrée) et le kento (pour s'assurer que chaque planche vient exactement s'imprimer à sa place, sans mordre sur les autres) ; l'impression des différentes couleurs se fait dans un ordre précis, pouvant impliquer jusqu'à une dizaine d'impressions successives[N 3], en commençant par le noir[12] ;
- il peut exister plusieurs versions originales d'une même estampe ; l'un des exemples les plus connus est un portrait de Naniwaya Okita tenant une tasse de thé, fait par Utamaro : la première version comporte un rébus pour transcrire le nom de la belle Okita en dépit de la censure ; lorsque même les rébus furent interdits pour désigner les modèles, Utamaro le remplace par le portrait d'un poète. Sans aller jusqu'à cet exemple extrême, les variantes de l'arrière-plan d'une estampe sont fréquentes[N 4].

Le premier tirage de l'estampe se poursuit jusqu'à ce que l'usure du bois commence à donner des traits moins nets et des repères de couleurs moins exacts ; l'édition originale est alors en principe terminée, ce qui peut représenter un total de l'ordre de trois cents estampes environ. Cependant, la résistance du bois permet des tirages beaucoup plus importants dans des conditions acceptables de qualité (comme on le voit sur des regravures modernes) et, dans la mesure où les estampes de la toute première série n'étaient pas physiquement identifiées, on ne peut pas aujourd'hui connaître, ni le rang d'édition d'une estampe, ni l'importance réelle du tirage.

## Types d'estampe et couleurs

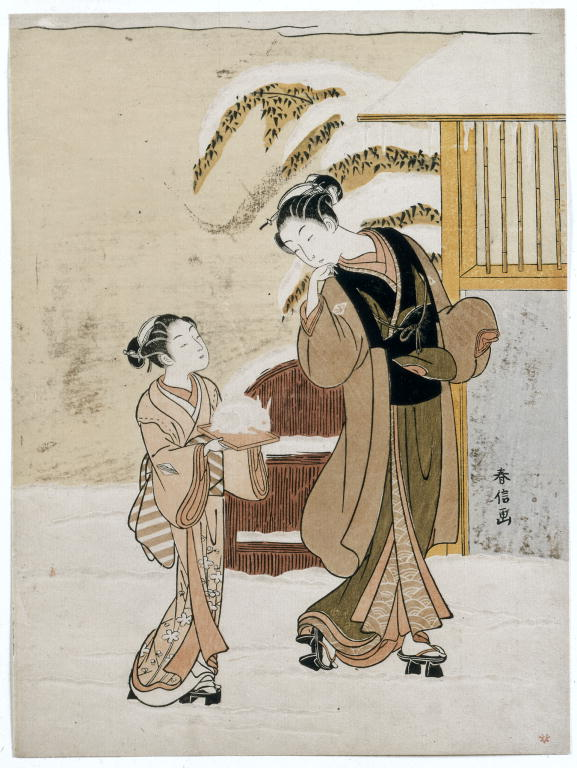
Jeune femme admirant un lapin des neiges. Nishiki-e de Harunobu, d'orientation tate-e et de format de type chūban.

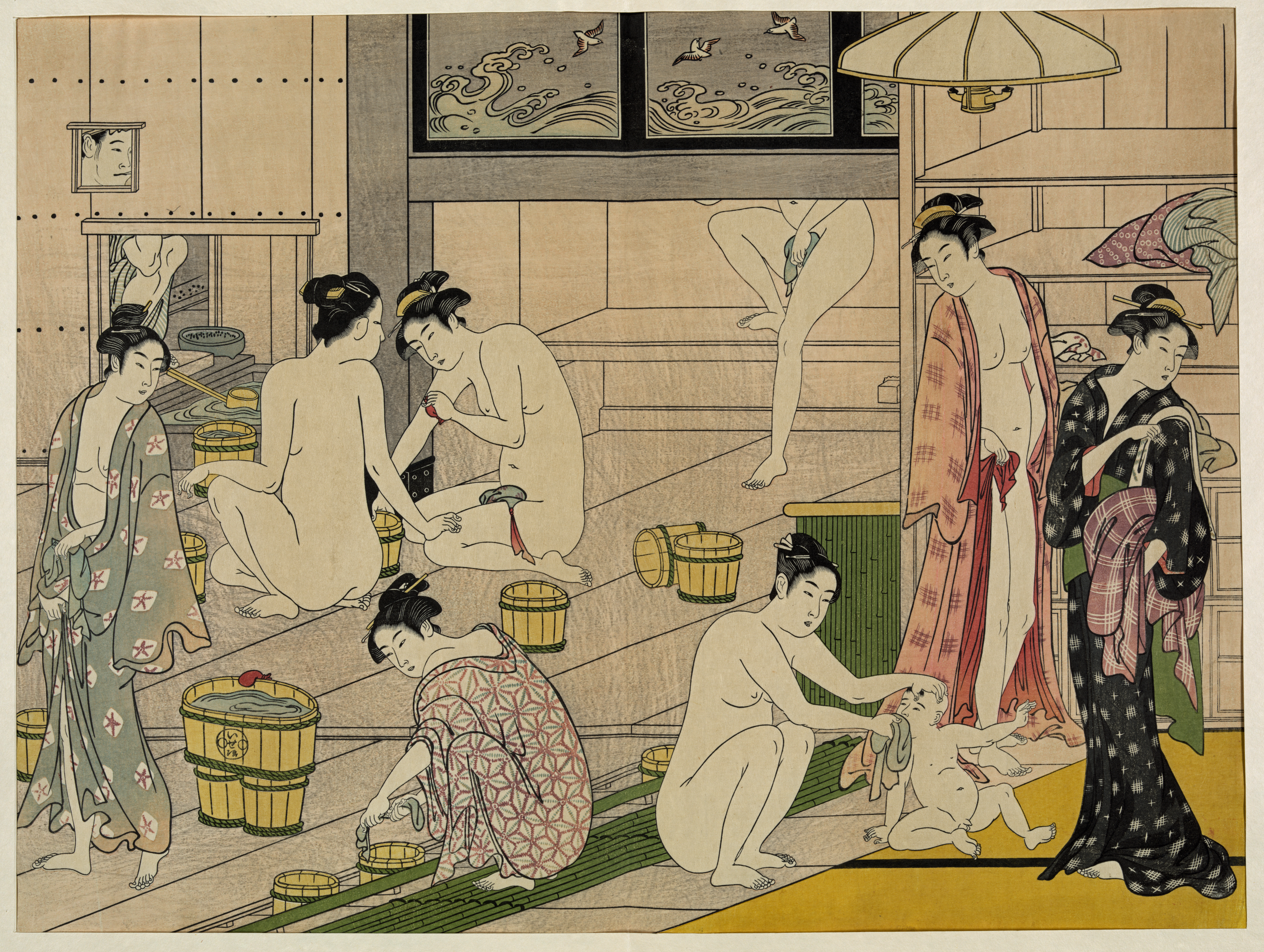
Femmes aux bains. Nishiki-e de Kiyonaga (1752-1815), d'orientation yoko-e (format ōban).

### Différenciation des estampes
Les Japonais différencient plusieurs types d'estampes :
Selon le format du papier utilisé
- Chūban (中判?, 25 à 26 cm × 17 à 19 cm),
- Ōban (大判?, 37 à 38 × 25,5 cm),
- Hashira-e (柱絵?, 70 à 75 cm × 12 à 14,5 cm),
- Hosoban (細判?, 33 × 15 cm)
- Nagaban (長判?, approximativement 20 × 50 cm), etc.

Selon l'orientation
- Tate-e (orientation « portrait »),
- Yoko-e (orientation « paysage »).

Selon les couleurs appliquées et surtout leur nombre
- Sumizuri-e (墨摺り絵, « dessins imprimés à l'encre »), impression monochrome à l'encre noire.
- Beni-e (紅絵?), sumizuri-e rehaussée à la main de la couleur beni ;
- Benizuri-e (紅摺り絵, « dessins imprimés cramoisis »), détails à l'encre rouge ou ajoutés à la main après le processus d'impression ; parfois réalisé en vert.
- Tan-e (丹絵), détails orange utilisant un pigment rouge nommé tan.
- Aizuri-e (藍摺り絵, « dessins imprimés indigo »), murasaki-e (紫絵, « dessins pourpres »), et autres styles où une autre couleur est utilisée avec, et non au lieu de, l'encre noire.
- Urushi-e (漆絵), une méthode où l'encre est épaissie avec de la colle, et retouchée à l'or, au mica ou d'autres substances. Urushi-e réfère aussi à des peintures utilisant des laques au lieu de peintures. La laque n'était pas utilisée en estampe.
- Nishiki-e (錦絵, « estampes de brocart »), une méthode impliquant des blocs multiples pour chaque portion de l'image, permettant un grand nombre de couleurs à utiliser pour parvenir à des images infiniment complexes et détaillées. Un bloc séparé est gravé et appliqué seulement à la partie de l'image lui correspondant. Des marques nommées kentō (見当) étaient utilisées pour le positionnement de chaque bloc.

### Pigments utilisés
Les couleurs utilisées sont nombreuses, faisant appel à des pigments d'origine naturelle (végétale ou minérale), et d'une rare délicatesse de nuance, avant que l'arrivée de colorants chimiques occidentaux ne vienne modifier la donne :
- Sumi : encre de Chine, pour reproduire le dessin lui-même ;
- Tan : rouge d'oxyde de plomb ;
- Beni : rose tiré du safran ;
- Si : bleu foncé à base d'indigo ;
- Shoenji : rouge extrait du millepertuis ;
- Murasaki : violet (mélange de rouge de millepertuis et de bleu indigo ;
- Gofun : blanc lumineux à base de poudre d'huître[9]. Uniquement apposé à la main, donc sur des peintures ou, parfois, sur des sumizuri-e rehaussées à la main.

### Différentes techniques d'impression
- Kira-zuri, kira-e : impression à fond micacé,
- Dai-ban la planche de traits,
- Iro-ban, les planches de couleurs,
- Shita-e, hanshita-e,
- Kento.

- Utilisation de poudres métalliques :
  - Kiri, laiton (pour l'or),
  - Gin, étain (pour l'argent),
  - Akegane, cuivre (pour l'or).

- Bokashi : allègement de la saturation de la couleur, par exemple en essuyant le bloc de couleurs, ou en mouillant d'abord le bois,
- Kara-zuri (空摺, impression à vide, comme dans kara-te-do, 空手道, karate-dō) : gaufrage,
- Shomen-zuri : l'impression à vide, à l'envers,
- Aizuri,
- Etc.
- Mizu-e